# Frederick Leathers (1. wicehrabia Leathers)
Frederick James Leathers, 1. wicehrabia Leathers CH (ur. 21 listopada 1883, zm. 19 marca 1965) –  brytyjski polityk, członek Partii Konserwatywnej, minister w rządach Winstona Churchilla.

## Życiorys
Opuścił szkołę w wieku 15 lat i rozpoczął pracę w Steamship Owners Coal Association. W 1916 r. został tam dyrektorem zarządzającym. W latach 1914–1918 był doradcą ministra budownictwa okrętowego. Ponownie sprawował to stanowisko w latach 1940–1941. W 1941 r. otrzymał tytuł barona Leathers i zasiadł w Izbie Lordów. Dwa lata później został odznaczony Orderem Kawalerów Honorowych.
W 1941 r. został ministrem transportu wojennego w rządzie Churchilla. W 1943 r. uczestniczył w konferencjach w Casablance, Waszyngtonie, Quebecu i Kairze. Negocjował z rządem amerykańskim dostawy okrętów do Wielkiej Brytanii w ramach lend-lease. Towarzyszył premierowi Churchillowi na konferencje w Jałcie i Poczdamie.
Utracił stanowisko ministra po wyborczej porażce konserwatystów w 1945 r. Kiedy Partia Konserwatywna powróciła do władzy w 1951 r. został jedynym w historii ministrem koordynatorem transportu, paliwa i mocy. Pozostał na tym stanowisku do 1953 r. Rok później otrzymał tytuł wicehrabiego Leathers.
Zmarł w 1965 r. Tytuł wicehrabiego odziedziczył jego najstarszy syn, Frederick.